# Donald Sloan
Donald Wayne Sloan, né le 15 janvier 1988 à Shreveport aux États-Unis, est un joueur américain de basket-ball. Il évolue au poste de meneur.

## Carrière professionnelle
Non drafté en 2010, Sloan participe à la NBA Summer League avec les Kings de Sacramento. Il signe avec un contrat d'un an non garanti. Mais, le 4 octobre 2010, il est coupé par les Kings. Le 30 octobre 2010, il est sélectionné par les Bighorns de Reno en D-League.
En juillet 2011, il signe avec les Kings de Barangay Ginebra dans le championnat des Philippines pour la Governor's Cup 2011.
Le 2 novembre 2011, il retourne chez les Bighorns de Reno. Deux jours plus tard, il est transféré aux BayHawks d'Érié. Le 9 décembre 2011, Sloan signe avec les Hawks d'Atlanta. Le 27 janvier 2012, il est coupé par les Hawks après avoir disputé 5 matchs.
Le 8 février 2012, il signe un contrat de dix jours avec les Hornets de La Nouvelle-Orléans où il ne joue que 3 matchs. Le 18 février 2012, il ne se voit pas offrir de second contrat de dix jours mais il ne re-signe pas. Le 5 mars 2012, il retourne aux BayHawks d'Érié. Le 16 mars 2012, il signe un contrat de dix jours et est conservé jusqu'à la fin de la saison aux Cavaliers de Cleveland, équipe qui lui fait commencer la moitié des matchs (10 sur 19 au 18 avril)
En juillet 2012, il participe à la NBA Summer League 2012 avec les Cavaliers. Le 25 décembre 2012, Sloan est coupé par les Cavaliers.
Le 3 janvier 2013, il rejoint le Skyforce de Sioux Falls. Le 7 janvier 2013, il signe un contrat de dix jours avec les Hornets de La Nouvelle-Orléans après deux matchs avec le Skyforce. À la fin de son contrat, il retourne chez le Skyforce. En février 2013, il est remercié par le Skyforce pour rejoindre les Guangdong Southern Tigers en Chine.
Le 3 juillet 2013, il signe un contrat de deux ans avec les Pacers de l'Indiana et participe à la NBA Summer League 2013 avec eux. En juillet 2014, il participe avec les Pacers à la NBA Summer League 2014. Le 5 novembre 2014, il établit son record de points en carrière avec 31 points lors de la défaite des siens 94 à 96 après une prolongation contre les Wizards de Washington.
Le 10 août 2015, il signe aux Nets de Brooklyn.

## Statistiques

### Universitaires
Les statistiques en matchs universitaires de Donald Sloan sont les suivantes :
| Année     | Équipe | Matches | Titul. | Min./m. | %tir | %3pts | %l-f | rbds/m. | pass/m. | int/m. | ctr/m. | pts/m. |
| --------- | ------ | ------- | ------ | ------- | ---- | ----- | ---- | ------- | ------- | ------ | ------ | ------ |
| 2006-2007 | Texas  | 34      | 1      | 17,8    | 48,9 | 33,3  | 66,7 | 1,88    | 1,76    | 0,71   | 0,06   | 5,18   |
| 2007-2008 | Texas  | 36      | 36     | 30,4    | 41,6 | 28,1  | 67,3 | 3,94    | 3,42    | 0,50   | 0,03   | 9,42   |
| 2008-2009 | Texas  | 34      | 33     | 30,3    | 38,8 | 35,3  | 74,3 | 3,59    | 3,18    | 0,68   | 0,06   | 11,79  |
| 2009-2010 | Texas  | 34      | 34     | 33,2    | 44,6 | 36,9  | 77,0 | 3,59    | 2,32    | 0,65   | 0,06   | 17,85  |
| Total     |        | 138     | 104    | 28,0    | 42,8 | 33,8  | 73,2 | 3,26    | 2,68    | 0,63   | 0,05   | 11,04  |

### Saison régulière
| Année   | Équipe    | Matches | Titul. | Min./m. | %tir | %3pts | %l-f | rbds/m. | pass/m. | int/m. | ctr/m. | pts/m. |
| ------- | --------- | ------- | ------ | ------- | ---- | ----- | ---- | ------- | ------- | ------ | ------ | ------ |
| 2011–12 | Cavaliers | 25      | 11     | 24,3    | 40,3 | 09,1  | 80,8 | 2,4     | '3,'7   | 0,4    | 0,1    | 6,6    |
| 2011–12 | Hawks     | 5       | 0      | 4,0     | 37,5 | 0,0   | 0,0  | 1,0     | 1,0     | 0,2    | 0,0    | 1,2    |
| 2011–12 | Pelicans  | 3       | 0      | 13,7    | 35,7 | 0,0   | 50,0 | 1,0     | 2,7     | 0,7    | 0,0    | 4,0    |
| 2012–13 | Cavaliers | 20      | 0      | 12,8    | 34,6 | 36,8  | 80,0 | 1,4     | 1,9     | 0,3    | 0,0    | 4,1    |
| 2012–13 | Pelicans  | 3       | 0      | 2,1     | 0,0  | 0,0   | 0,0  | 0,0     | 0,3     | 0,0    | 0,0    | 0,0    |
| 2013–14 | Pacers    | 48      | 1      | 8,2     | 37,6 | 23,8  | 60,0 | 0,9     | 1,0     | 0,2    | 0,02   | 2,29   |
| 2014–15 | Pacers    | 53      | 21     | 20,9    | 40,8 | 31,3  | 77,9 | 2,7     | 3,6     | 0,4    | 0,0    | 7,4    |
| Total   |           | 157     | 33     | 15,5    | 39,4 | 27,6  | 75,7 | 1,8     | 2,4     | 0,3    | 0,03   | 4,9    |

### Playoffs
| Année | Équipe | Matches | Titul. | Min./m. | %tir | %3pts | %l-f | rbds/m. | pass/m. | int/m. | ctr/m. | pts/m. |
| ----- | ------ | ------- | ------ | ------- | ---- | ----- | ---- | ------- | ------- | ------ | ------ | ------ |
| 2014  | Pacers | 4       | 0      | 3,9     | 28,6 | 25,0  | 50,0 | 0,25    | 0,75    | 0,25   | 0,00   | 1,75   |
| Total |        | 4       | 0      | 3,9     | 28,6 | 25,0  | 50,0 | 0,25    | 0,75    | 0,25   | 0,00   | 1,75   |

## Records NBA
Les records personnels de Donald Sloan, officiellement recensés par la NBA sont les suivants :
| Type de statistique        | Saison régulière | Saison régulière                              | Saison régulière                 | Playoffs | Playoffs                              | Playoffs                  |
| Type de statistique        | Record           | Adversaire                                    | Date                             | Record   | Adversaire                            | Date                      |
| -------------------------- | ---------------- | --------------------------------------------- | -------------------------------- | -------- | ------------------------------------- | ------------------------- |
| Points                     | 31               | @ Wizards de Washington                       | 5 novembre 2014                  | 5        | @ Heat de Miami                       | 30 mai 2014               |
| Paniers marqués            | 10               | @ Wizards de Washington @ Mavericks de Dallas | 5 novembre 2014 24 novembre 2014 | 1        | Wizards de Washington @ Heat de Miami | 13 mai 2014 30 mai 2014   |
| Paniers tentés             | 21               | @ Wizards de Washington                       | 5 novembre 2014                  | 4        | Wizards de Washington                 | 13 mai 2014               |
| Paniers à 3 points réussis | 4                | @ Wizards de Washington                       | 5 novembre 2014                  | 1        | @ Heat de Miami                       | 30 mai 2014               |
| Paniers à 3 points tentés  | 10               | @ Wizards de Washington                       | 5 novembre 2014                  | 2        | Wizards de Washington @ Heat de Miami | 13 mai 2014 30 mai 2014   |
| Lancers francs réussis     | 7                | @ Wizards de Washington                       | 5 novembre 2014                  | 2        | @ Heat de Miami                       | 30 mai 2014               |
| Lancers francs tentés      | 10               | @ Wizards de Washington                       | 5 novembre 2014                  | 4        | @ Heat de Miami                       | 30 mai 2014               |
| Rebonds offensifs          | 2                | 6 fois                                        |                                  |          |                                       |                           |
| Rebonds défensifs          | 9                | Hornets de Charlotte                          | 19 novembre 2014                 | 1        | Hawks d'Atlanta                       | 22 avril 2014             |
| Rebonds totaux             | 10               | 76ers de Philadelphie                         | 29 octobre 2014                  | 1        | Hawks d'Atlanta                       | 22 avril 2014             |
| Passes décisives           | 14               | @ Nets du New Jersey                          | 8 avril 2012                     | 3        | @ Heat de Miami                       | 30 mai 2014               |
| Interceptions              | 2                | 3 fois                                        |                                  | 1        | @ Heat de Miami                       | 30 mai 2014               |
| Contres                    | 2                | Pistons de Détroit                            | 28 mars 2012                     |          |                                       |                           |
| Balles perdues             | 5                | @ Wizards de Washington                       | 5 novembre 2014                  | 1        | Hawks d'Atlanta @ Heat de Miami       | 22 avril 2014 30 mai 2014 |
| Minutes jouées             | 45               | @ Nets du New Jersey                          | 8 avril 2012                     | 6        | Wizards de Washington                 | 13 mai 2014               |

- Double-double : 1 (au terme de la saison 2014/2015)
- Triple-double : aucun.

## Palmarès
- CBA champion (2013)
- First-team All-Big 12 (2010)